# Кошеванка
Кошеванка — село в Володарском районе Астраханской области России. Входит в состав Алтынжарского сельсовета. Население 321 человек (2010), 99 % из них — казахи.

## География
Кошеванка расположено в юго-восточной части Астраханской области, в дельте реки Волги и находится
на острове, образованном реками Бушма и Камардан, на правом берегу ерика Каражар. Абсолютная высота 24 метров ниже уровня моря
.
Уличная сеть
состоит из четырёх географических объектов: ул. Береговая, ул. Бугровая, ул. Луговая, ул. Шоссейная
Климат
умеренный, резко континентальный, характеризуется высокими температурами летом и низкими — зимой, малым количеством осадков, а также большими годовыми и летними суточными амплитудами температуры воздуха.

## Население
| 2002 | 2010 |
| ---- | ---- |
| 314  | ↗321 |

Национальный и гендерный состав
По данным Всероссийской переписи в 2010 году, численность населения составляла 321 человек (163 мужчины и 158 женщин, 50,8 и 49,2 %% соответственно).
Согласно результатам переписи 2002 года, в национальной структуре населения казахи составляли 99 % от общей численности населения в 316 жителей.

## Инфраструктура
Нет данных

## Транспорт
В селе завершается региональная автотрасса Володарский — Кошеванка (идентификационный номер 12 ОП РЗ 12Н 026). Остановка общественного транспорта «Кошеванка».
Просёлочные дороги.